# 연산초등학교 (부산)
연산초등학교는 대한민국 부산광역시 연제구 연산동에 있는 공립 초등학교이다.

## 학교 연혁
- 1962.03.09	연산국민학교 개교(15학급편성)
- 1962.10.29	양정국민학교로부터 본 교사 이전
- 2004.02.10	본교 현대화 재개발 사업 준공
- 2006.10.10	실과실습실 설치
- 2007.05.10	연산학교 도서관마을 문화센터 개관
- 2007.07.11	KT 동부산지사와 1사1교 결연
- 2008.01.06	한일 축구교류전 및 홈스테이(축구부 일본 우토시 방문)
- 2009.03.02	동래교육청 영재학습(수학,과학)센터 설치 운영
- 2009.07.27	영어체험실, 보건실, 별빛도서관, 과학연구실 개관
- 2012.08.31	동백관 개축(마루공사)
- 2013.03.01	스마트 교실 개관
- 2014.04.01	학교운동장 인조잔디 조성
- 2015.06.25	실내 냉난방기 교체
- 2018.03.05	교직원회의실 정비
- 2018.05.01	학습준비물실 구축
- 2019.02.21	제56회 졸업식(117명, 총 26,294명 배출)
- 2019.03.01	입학식(170명), 36학급 편성
- 2023.01.04  입학식(130명), 32학급 편성

## 참고 자료
- 연산초등학교 - 한국교육학술정보원 학교알리미